# Ultimet
Ultimet és el nom comercial d'un aliatge que presenta la següent composició: 54% de cobalt, Co, 26% de crom, Cr, 9% de níquel, Ni, 5% de molibdè, Mo, 3% de ferro, Fe, 2% de tungstè, W, 0,8% de manganès, Mn, 0,3% de silici, Si, 0,08% de nitrogen, N, i 0,06% de carboni, C. La resistència a la corrosió de l'Ultimet és similar a la mostrada per Hastelloy i és similar a l'estelita quant a la resistència al desgast. Les aplicacions són la fabricació d'injectors, bombes, aspes del ventilador, líquid de mescla i agitació d'equips i les vàlvules.